# 俱利伽羅峠之戰
俱利伽羅峠之戰（峠是山路的鞍部、隘口），又稱礪波山之戰（日语：となみやまのたたかい），乃日本平安時代末期壽永二年五月十一日（1183年6月2日）木曾義仲軍與平維盛率領的平氏軍之間的戰鬥。此役為源平合戰中最大的會戰，最終以平氏大敗收場。

## 經過
1180年響應以仁王對平家的追討令而在信濃國起義舉兵的木曾義仲，於隔年的1181年在橫田河原之戰中擊敗了平氏城助職率領的大軍，其勢力延伸到北陸道。1183年4月、平家任命平維盛為總大將，統領10萬騎的大軍開往北陸。平家軍在越前國火打城之戰中戰勝木曾義仲，義仲軍遂撤退至越中國。然而，平家軍試圖進入越中時卻在般若野之戰敗給了義仲四天王中的今井兼平。
平家軍略退之後隨即試圖分進合擊，平通盛和平知度領3萬餘騎開往能登國志雄山，平維盛、平行盛、平忠度等人則帶著7萬餘騎於加賀國、越中國國境礪波山佈陣。5月11日、義仲令源行家、楯親忠帶兵前往牽制志雄山的3萬平氏軍，義仲本人則帶領主力部隊前進礪波山，並以聲東擊西之計，秘密派遣樋口兼光一隊繞到平家軍的背後。
就在當日夜間，義仲軍發動了突擊，陷入混亂的平家軍在撤退時又遭遇到樋口兼光的埋伏，在《源平盛衰記》一書中記載當夜義仲軍是效法古代齊國田單的火牛陣，放出數百頭角上綁著火把的牛衝入敵陣，製造混亂，但一般認為這是後世捏造的情節。
陷入大亂的平家7萬大軍當時唯一能逃的只有俱利伽羅峠的斷崖，奔竄推擠之間軍士紛紛跌落深谷傷亡。平家的10萬討伐大軍至此損失過半，統帥平維盛本人則好不容易才逃回京都。
在這場戰役獲勝的木曾義仲從此一路挺進近畿，同年7月成功攻入京都。而元氣大傷的平氏只得帶著安德天皇轉進西國。